# Адлер, Альфред
Альфред А́длер (нем. Alfred Adler, 7 февраля 1870, Рудольфсхайм, Вена, Австро-Венгрия — 28 мая 1937, Абердин, Шотландия, Великобритания) — австрийский психолог, психиатр и мыслитель, создатель системы индивидуальной психологии. Его собственный жизненный путь, возможно, явился важным подспорьем в создании концепции индивидуальной теории личности.

## Биография

### Детство и юность
Альфред был вторым из шести детей в небогатой еврейской семье Он страдал врожденной хромотой, и разная длина ног создавала ему массу неудобств. Он упорно боролся со своим физическим недостатком. Когда только это было возможно, юный Альфред бегал и играл с другими детьми, которые всегда с удовольствием принимали его в свою компанию. Казалось, он находил среди друзей то чувство равенства и самоуважения, которого был лишен дома. Влияние этого опыта можно видеть в последующей работе Адлера, когда он подчеркивает важность сопереживания и общих ценностей, называя это социальным интересом, благодаря которому, по его мнению, личность может реализовать свой потенциал и стать полезным членом общества.
В детстве Адлер несколько раз был близок к смерти. Когда Альфреду было 3 года, его младший брат умер в кроватке, где они спали вместе. Кроме того, дважды Адлер едва не был убит в уличных происшествиях, а в пять лет переболел тяжелой пневмонией. Семейный врач считал случай безнадежным, но другому доктору удалось спасти мальчика. После этой истории Адлер решил стать врачом.
В юности Адлер очень любил читать. Впоследствии хорошее знакомство с литературой, Библией, психологией и немецкой классической философией принесло ему популярность в венском обществе, а позднее и всемирную известность в качестве лектора.
В 18 лет Адлер поступил в Венский университет на отделение медицины. В университете он заинтересовался идеями социализма и участвовал в нескольких политических собраниях. На одном из них он встретил свою будущую жену Раису Эпштейн, студентку из России, которая училась в университете. К концу обучения Адлер стал убеждённым социал-демократом. В 1895 году Адлер получил медицинскую степень. Он начал практику сперва как офтальмолог, затем в качестве врача общего направления. Позже, по причине его растущей заинтересованности функциями нервной системы и адаптацией, профессиональные устремления Адлера переместились в сторону неврологии и психиатрии.

### Участие в деятельности Венской психоаналитической ассоциации и конфликт с Фрейдом
В 1901 году Адлер, подающий надежды молодой врач, активно защищал в печати новую книгу Фрейда «Толкование сновидений». Хотя Фрейд раньше не был знаком с Адлером, он был глубоко тронут смелой защитой Адлером его работы и прислал ему письмо с благодарностью и приглашением участвовать в только что сформированной дискуссионной группе по психоанализу. 
Будучи врачом-практиком, Адлер в 1902 году примкнул к кружку Фрейда. Тем не менее Адлер никогда не был сторонником фрейдистского тезиса об универсальной роли детской сексуальности в развитии человеческой психики. После женитьбы принял протестантство. В 1907 году Адлер опубликовал книгу «Исследование неполноценности органов» (Studie über Minderwertigkeit von Organen), в которой изложил свои взгляды на формирование человеческой психики, что вызвало негативную реакцию Фрейда. Адлер заявил о том, что «психоанализ не должен быть ограничен только одним способом», в ответ на это Фрейд резко высказался о «своеволии отдельных психоаналитиков». В 1910 году Адлер был избран президентом Венского психоаналитического общества. Тем временем отношения между Фрейдом и Адлером резко ухудшились. Фрейд, ещё в ноябре 1910 года в своих письмах к Юнгу называвший Адлера «вполне приличным и очень умным человеком», к концу года объявил его «параноиком», а его теории — «непонятными». «Суть дела — и это меня действительно тревожит — в том, что он сводит на нет сексуальное желание, и наши оппоненты вскоре смогут заговорить об опытном психоаналитике, выводы которого радикально отличаются от наших. Естественно, в своем отношении к нему я разрываюсь между убеждением, что его теории однобоки и вредны, и страхом прослыть нетерпимым стариком, который не дает молодежи развиваться» — писал Фрейд Юнгу.
Фрейд часто называл своих врагов «параноиками». Он считал, что причиной паранойи являются подавленные гомосексуальные чувства. Фрейд сделал ретроспективный анализ применительно к своему утраченному другу, Вильгельму Флису, и назвал Адлера «маленьким рецидивом Флиса». Он даже признался Юнгу, что его так расстраивает ссора с Адлером, потому что «от этого открываются старые раны дела с Флисом». 8 февраля 1911 года на очередном собрании Венского психоаналитического общества Фрейд подверг резкой критике взгляды Адлера. В ответ Адлер и вице-президент Штекель, так же являвшийся сторонником взглядов Адлера, сложили с себя полномочия. В июне Адлер покинул Венское психоаналитическое общество. В октябре того же года оставшиеся последователи Адлера получили приказ выбрать один из двух лагерей. Всего вместе с Адлером ушли десять членов движения, которые решили образовать свой собственный кружок — «Общество свободных психоаналитических исследований», впоследствии переименованный в «Ассоциацию индивидуальной психологии». Фрейд в своём письме Юнгу писал об этом событии: «Я очень рад, что наконец-то избавился от банды Адлера». По решению Фрейда между членами Венского психоаналитического общества и отколовшейся «бандой Адлера» не допускалось контактов.
Популярно мнение, согласно которому А. Адлер являлся учеником З. Фрейда. Однако согласно Г. Элленбергеру: «Вопреки распространенному мнению, ни Адлер, ни Юнг не являются психоаналитиками, отклонившимися от общепринятого пути (psychoanalytic deviant), и их системы не вносят „искажения“ в психоанализ. У обоих ещё до встречи с Фрейдом были собственные идеи; сотрудничая с ним, они сохраняли свою независимость, а покинув его, создали системы, коренным образом отличные как от фрейдовского психоанализа, так и друг от друга». Об этом же говорят Р. Фрейджер и Д. Фэйдимен: «Адлер вошел в группу (позднее превратившуюся в Венское психоаналитическое общество) сформировавшимся молодым профессионалом, уже разрабатывавшим собственное научное мировоззрение. Он не был ни последователем, ни „учеником“ Фрейда, и никогда не подвергался тренировочному анализу».

### Дальнейшая жизнь
В 1912 году Адлер опубликовал работу «О нервном характере», обобщавшую основные концепции индивидуальной психологии. В том же году Адлер основал «Журнал индивидуальной психологии», выпуск которого вскоре был прерван Первой мировой войной. В течение двух лет Адлер служил военным врачом на русском фронте, а вернувшись в 1916 году в Вену, возглавил военный госпиталь. В 1919 году при поддержке австрийского правительства Адлер организовал первую детскую реабилитационную клинику. Через несколько лет в Вене было уже около тридцати таких клиник, в которых работали ученики Адлера. Персонал каждой клиники состоял из врача, психолога и социального работника. Деятельность Адлера получила международную известность. Подобные клиники вскоре появились в Голландии и Германии, затем — в США, где функционируют и поныне. В 1922 году была возобновлена ранее прерванная войной публикация журнала под новым названием — «Международный журнал индивидуальной психологии». С 1935 года под редакцией Адлера выходит журнал на английском языке (с 1957 года — Journal of Individual Psychology).
В 1926 году Адлер получил приглашение занять должность профессора Колумбийского университета в Нью-Йорке. В 1928 году он побывал в США, где читал лекции в Новой школе социальных исследований в Нью-Йорке. Став сотрудником Колумбийского университета, Адлер проводил в Вене только летние месяцы, продолжая преподавательскую деятельность и лечение пациентов. С приходом к власти нацистов последователи Адлера в Германии подверглись репрессиям и вынуждены были эмигрировать. Первая и наиболее известная экспериментальная школа, преподавание в которой осуществлялось согласно принципам индивидуальной психологии, основанная в 1931 году Оскаром Шпилем и Ф. Бирнбаумом, была закрыта после аншлюса Австрии в 1938 году. Тогда же был запрещён «Международный журнал индивидуальной психологии». В 1946 году, после окончания Второй мировой войны экспериментальная школа открылась вновь, в то же время возобновилась и публикация журнала.
В 1932 году Адлер окончательно переезжает в США. В последние годы своей жизни он активно занимался лекционной деятельностью во многих высших учебных заведениях Запада. 28 мая 1937 года, приехав в Абердин (Шотландия) для чтения серии лекций, он неожиданно умер от сердечного приступа в возрасте 67 лет. Похоронен в Абердине.
У Альфреда было четверо детей: Валентина (1898), Александра (1901), Курт (1905) и Корнелия (1909). Александра и Курт стали, как и отец, психиатрами. Валентина была деятельницей Коминтерна, работала в издательстве Иностранных рабочих в Москве и была репрессирована за поддержку троцкизма. Внучка — публицист Марго Адлер.

## Концепция индивидуальной теории личности
В отличие от Фрейда, акцентировавшего роль бессознательного и сексуальности как детерминант человеческого поведения, Адлер вводит в объяснение социальный фактор: характер человека складывается под воздействием его «жизненного стиля», то есть сложившейся в детстве системы целенаправленных стремлений, в которой реализуется потребность в достижении превосходства, самоутверждении как компенсации «комплекса неполноценности» (Адлер первым вводит этот термин). Например, прославленный древнегреческий оратор Демосфен с детства страдал дефектом речи, а многие знаменитые полководцы — люди невысокого роста (Наполеон, А. В. Суворов).
Адлер считал, что изначально большинству детей присуще ощущение собственной неполноценности по сравнению со «всемогущими взрослыми», что ведёт к формированию у ребёнка комплекса неполноценности. Развитие личности, согласно воззрениям Адлера, зависит от того, каким образом этот комплекс будет компенсироваться. В патологических случаях человек может пытаться скомпенсировать свой комплекс неполноценности за счёт стремления к власти над другими (компенсаторная теория власти).
Главные ключевые принципы его теории можно разделить на следующие составляющие:
1. чувство неполноценности и компенсация;
2. стремление к превосходству;
3. стиль жизни;
4. социальный интерес;
5. творческое Я;
6. порядок рождения;
7. фикционный финализм.

Одним из основополагающих трудов теории личности Адлера является «Практика и теория индивидуальной психологии». Среди других его значительных работ можно отметить «Исследование физической неполноценности и её психической компенсации», «Невротическая конституция», «Смысл жизни», «Постижение человеческой природы», «Наука жизни», «Социальный интерес: вызов человечеству», «Образ жизни».

## Научные труды
- Über den nervösen Charakter — Wiesbaden, 1912. (нем.)
- О нервическом характере = Über den nervösen Charakter / Под ред. Э. В. Соколова; пер. с нем. И. В. Стефанович. — Спб.: Университетская книга, 1997. — 388 с. — ISBN 5-7914-0011-X.
- [lib.ru/PSIHO/ADLER/live.txt Наука жить]
- [lib.ru/PSIHO/ADLER/Adler-3.txt Индивидуальная психология как путь к познанию и самопознанию человека] — 1926.
- [lib.ru/PSIHO/ADLER/Adler-2.txt Техника лечения] — 1932.
- Понять природу человека. — СПб.: Академический проект, 1997. — 256 c. — ISBN 5-7331-0107-5
- Очерки по индивидуальной психологии. — M.: Когито-Центр, 2002. — ISBN 5-89353-050-0
- О стремлении к превосходству. — СПб.: Астер-Х, 2017. — ISBN 978-5-982-85015-3
- Индивидуальная психология и развитие ребёнка. — М.: Институт общегуманитарных исследований, 2017. — ISBN 978-5-88230-458-3